# BackPack Power Plant
A BackPack Power Plant (magyarul: „háton hordozható vízerőmű”) hordozható, vízenergiával működő generátor, amelyet a Bourne Energy nevű, malibui (Kalifornia, Egyesült Államok) székhelyű cég fejlesztett ki.
A generátornak két változata van: A BPP-1 jelű „polgári változat” mintegy 13 kg és 500 W teljesítményre képes, míg a 11 kilogrammos BPP-2 „katonai változat” 600 wattra. Az összecsukható készülék tokja egy méter hosszú, mintegy harminc centiméter átmérőjű hengeres doboz, amely heveder segítségével háton hordozható.
A generátor működéséhez minimum 130 centiméter mélységű folyóvízre van szükség. Az optimális vízsebesség 2,3 m/s, ami egy gyors folyású patakra jellemző. A BPP-1 telepítéséhez két kis árkot kell ásni a vízfolyás két partján, majd az ezekbe ágyazott horgonyok közé kifeszített kötélre kell erősíteni a turbinakerekes generátort. A BPP-2 folyómederre is telepíthető.